# 圭爾艾克縣

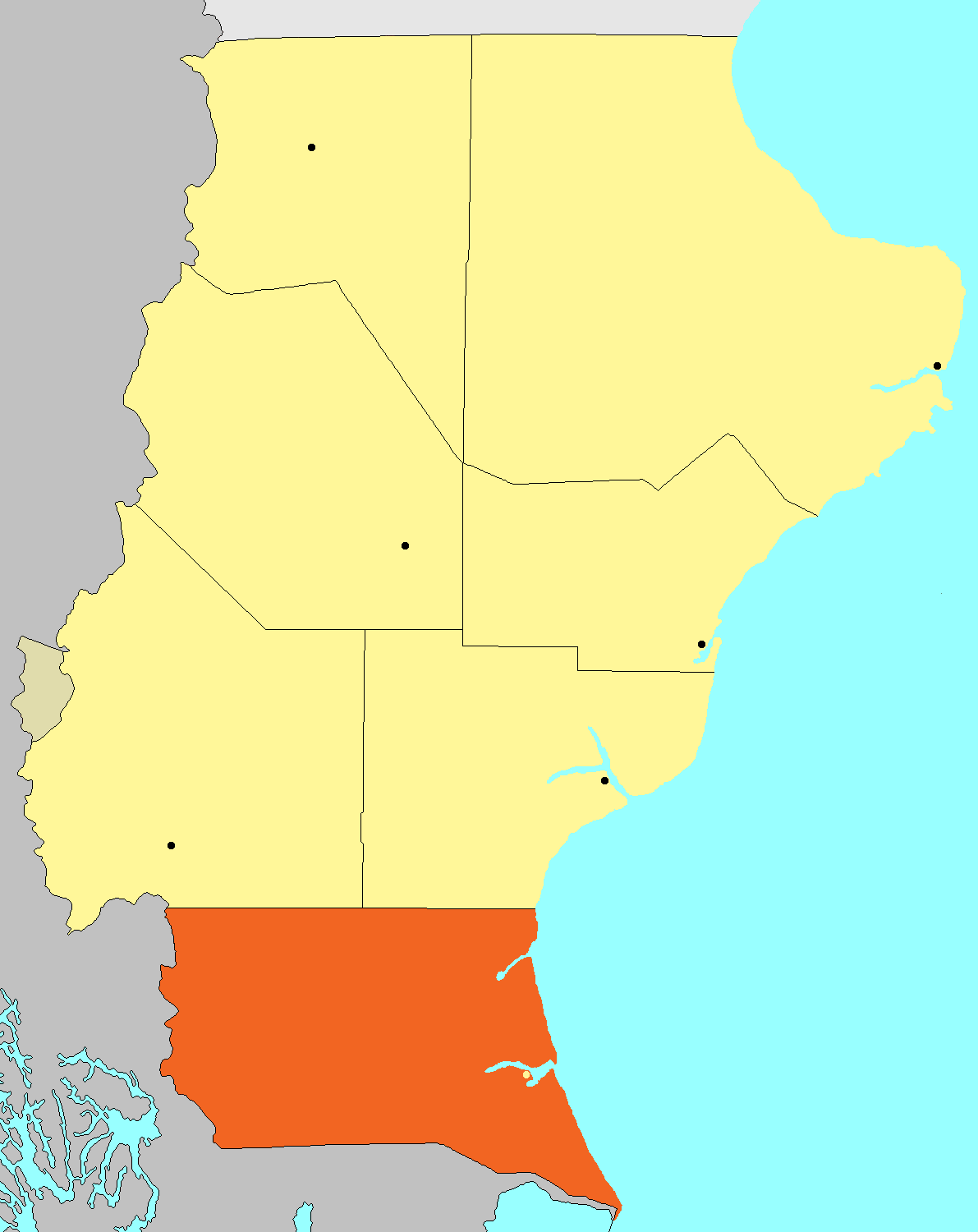

圭爾艾克縣（西班牙語：Departamento Güer Aike），是阿根廷的縣份，位於該國南部聖克魯斯省，首府設於里奧加耶戈斯，面積33,841平方公里，2010年人口113,267，人口密度每平方公里3.54人。
51°37′24″S 69°12′59″W / 51.62333°S 69.21639°W